# Diabetesnefropati
Diabetesnefropati är njurskador som kan uppstå vid diabetes. Sjukdomen beror på att kapillärer i njurens glomeruli skadas. Olika typer av njurskador kan finnas, till exempel glomeruloskleros, papillnekros och interstitiell nefrit.
Det finns grovt sett två typer av diabetes: typ 1-diabetes (tidigare kallad ungdomsdiabetes) och typ 2-diabetes (tidigare kallad åldersdiabetes). Typ 1-diabetiker löper större risk att få njurkomplikationer på grund av att de kan ha haft sjukdomen en längre period än typ II-diabetiker. Men eftersom det är fler som har typ 2 diabetes är det en vanligare anledning till dialyskrävande njursvikt. 

## Riskfaktorer
- Hyperglykemi
- Hypertoni
- Hyperlipidemi
- Rökning
- Ärftlighet

Bra blodsockerkontroll och bra blodtrycksbehandling framför allt med ACE-hämmare är nyckeln till att undvika njurskador. 

## Patofysiologi
Det första påvisbara tecknet på diabetesnefropati är en förtjockning av glomerulus. 